# Carl Adam Lewenhaupt
Carl Adam Göstasson "Noppe" Lewenhaupt, född 1 augusti 1947 i Stockholm, död 28 februari 2017 vid Hundudden på Gärdet i Stockholm, var en svensk greve, affärsman och krögare. 

## Biografi
Carl Adam Lewenhaupt var son till greve Gösta och Christina Lewenhaupt. Han arbetade, efter studier vid Sigtunaskolan, på bank och varuhus i London och New York samt därefter på NK i Stockholm. Han startade i mitten av 1980-talet Geddeholm Callcenter, ett av Sveriges första callcenters, numera Avesta teletjänst, som han sålde 2002. Då startade han, med hjälp av Erik Lallerstedt medlemsklubben Noppes på Östermalm i Stockholm. 
Han ärvde 1997 Geddeholm, som tidigare varit fideikommiss inom släkten Lewenhaupt. Herrgården såldes senare och den ägs numera av Västerås stad.

### Familj
Carl Adam Lewenhaupt var gift första gången med Katarina Svanstein 1978–1982, andra gången med skådespelerskan Grynet Molvig 1983–1996, tredje gången med Susanne Johansson-Ekman 1997–2001 och fjärde gången från 2004 med Lee Haeng-Wha. Han hade inga barn. Han var sedan barndomen vän med kung Carl XVI Gustaf. Smeknamnet Noppe fick han som barn efter familjens hund. Han begick självmord 2017.